# کریستین اوهوروگو
کریستین اوهوروگو (انگلیسی: Christine Ohuruogu؛ زادهٔ ۱۷ مهٔ ۱۹۸۴) دونده اهل بریتانیا است. از افتخارات وی میتوان وی می‌توان به کسب ۲ مدال طلا، ۱ نقره و ۲ برنز در بازی‌های المپیک تابستانی اشاره کرد.